# زمانی من عقابی بودم
«زمانی من عقابی بودم» (انگلیسی: Once I was an Eagle) آلبومی از هنرمند اهل بریتانیا لارا مارلینگ است.
این آلبوم در چارت‌های، بریتانیا جزو ده آلبوم اول قرار گرفت.